# باسک (آریزونا)
باسک (به انگلیسی: Bosque) یک منطقهٔ مسکونی در ایالات متحده آمریکا است که در آریزونا واقع شده‌است. باسک ۲۹۹ متر بالاتر از سطح دریا واقع شده‌است.